# پارابن

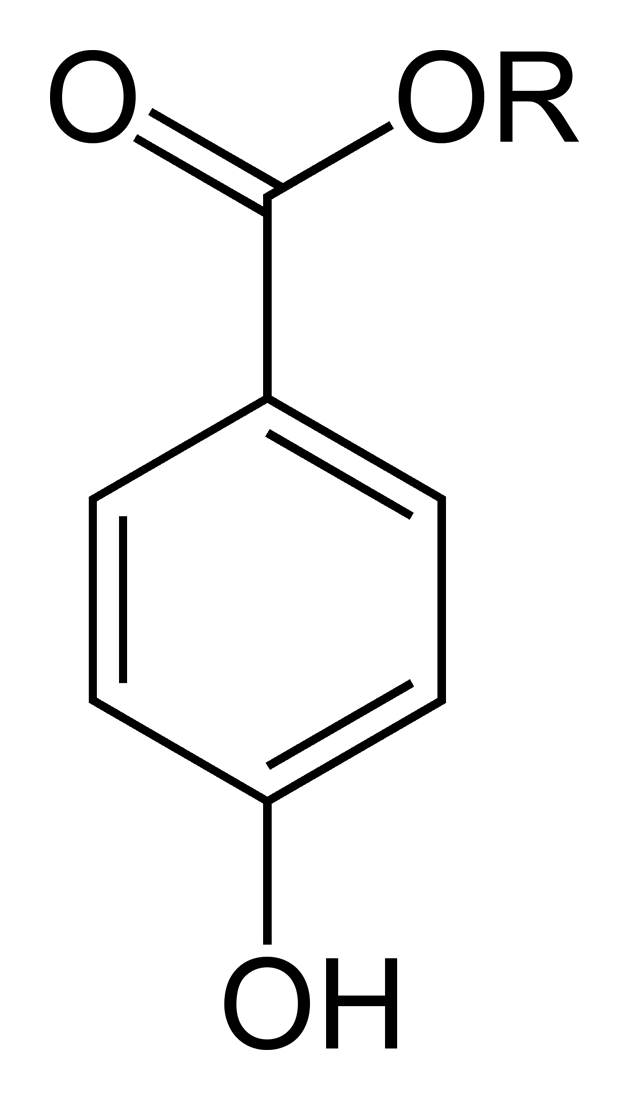
ساختار شیمیایی عمومی پارابن‌ها

پارابن‌ها (به انگلیسی: Paraben) یک کلاس از مواد نگهدارنده بسیار متداول در لوازم آرایشی و بهداشتی و محصولات دارویی هستند. از نقطه نظر ساختار شیمیایی، این ترکیبات ساختارهایی از جنس پاراهیدروکسی بنزوات و یا استر پاراهیدروکسی بنزوئیک اسید (که به عنوان ۴-هیدروکسی‌بنزوئیک اسید نیز شناخته می‌شوند) هستند. پارابن‌های مشتقات و ساختارهای بسیاری دارند که اغلب آن‌ها خواص نگهدارنگی خوبی از خود نشان داده‌اند. این ترکیبات و یا نمک‌های آن‌ها به طور عمده به خاطر خواص ضدباکتری و ضدقارچی خود مورد استفاده قرار می‌گیرند. این ترکیبات در شامپوها، مرطوب کننده‌های تجاری کرم‌های اصلاح، روان کننده‌های شخصی، داروهای موضعی/تزریقی، محصولات برنزه کنندهٔ پوست، محصولات آرایشی و خمیر دندان‌ها یافت می‌شوند. از پارابن‌ها همچنین به عنوان نگهدارنده غذا مواد غذایی نیز استفاده می‌شود.

## نحوه عملکرد
پارابن‌ها در برابر طیف گسترده ای از میکروارگانیسم‌ها فعال هستند. با این‌حال نحوه عملکرد ضد باکتریایی آن‌ها هنوز به خوبی درک نشده است.